# Pribislav av Serbien
Pribislav av Serbien, död 892, var en serbisk monark. Han var furste av Serbien från 891 till 892.